# Colegio Juan Bautista Migani (Florencia)

El Colegio Juan Bautista Migani  data del año 1952, con la transferencia de la misión evangelizadora de los Misioneros Capuchinos a los sacerdotes de la Consolata. El 11 de febrero de 1952, fue nombrado obispo titular Monseñor Antonio María Torasso y los sacerdotes Juan Viessi y Juan Bautista Migani fueron los encargados de hacer el empalme y preparar el traspaso entre las dos comunidades religiosas. En el año 1957 ante la solicitud de varias familias,  Monseñor Antonio María Torasso y el padre José Ravera, decidieron fundar un colegio parroquial al que dieron el nombre del padre Juan Bautista Migani, quien siendo párroco de la catedral Nuestra Señora de Lourdes, logró desarrollar una importante gestión a favor de la educación en el departamento del Caquetá.
Por tradición histórica, la Institución ha sido de carácter masculino, pero a partir del año 2004, se dio apertura a la población femenina y en el año 2008 se graduó la primera promoción mixta.  En la actualidad atiende una población de cerca de 1.300 estudiantes, distribuidos en dos jornadas –mañana y tarde-  dando cobertura a los grados preescolar hasta grado 11º, con un promedio de 18 grupos por jornada. 
La institución ofrece modalidad académica con intensificación en Ciencias Naturales, Tecnología e Informática y Electrónica. 

## Misión
La institución Educativa Juan Bautista Migani es un centro de formación de carácter oficial que ofrece los niveles de Preescolar, básica primaria, básica secundaria y Media Académica, comprometida con una educación de calidad sustentada en la formación integral de personas responsables, honestas , respetuosas y solidarias, capaces de aportar a la transformación de la familia y la comunidad, a través de la apropiación, aplicación y contextualización del conocimiento científico, cultural y tecnológico que les permita continuar su formación superior o la formación para el trabajo y el desempeño laboral.

## Visión
Para el año 2025, seremos una Institución Educativa consolidada en el ámbito académico y cultural, con procesos formativos de calidad orientados desde el mejoramiento continuo para la formación de niños, niñas adolescentes y jóvenes competentes, honestos, respetuosos y solidarios, con liderazgo, capacidad de compromiso y sentido de pertenencia familiar, institucional y social.

## Himno
Letra: P. Gustavo Ortega - Rector (1961 – 1963)
Música: Octavio Vargas Cuellar - Docente (1961-2004)
I ESTROFA
Una estrella refulge al oriente
Y al pasar con sus rayos de luz
Va imprimiendo la Fe en nuestras mentes
Y un broquel en el pecho la Cruz (bis)
II ESTROFA
Oh Colegio tesoro sagrado
Grita el pecho tu nombre al compás
Yo te llevo en el alma guardado
Es tu nombre en las penas solaz
III ESTROFA
Oh Colegio tesoro sagrado
Grita el pecho tu nombre al compás
Yo te llevo en el alma guardado
Es tu nombre en las penas solaz
IV ESTROFA
Viviré pronunciando tu nombre,
moriré profesando la fe
Que en el fondo de mi alma se esconde
y en tus aulas con ansia busqué
CORO
Juventud de la patria esperanza
A triunfar por la ciencia y la fe
Del Colegio Migani añoranza
De sus aulas guardar el saber (bis)

## Historia
En el recorrido histórico de la Institución Educativa Juan Bautista Migani, podemos observar cuatro períodos: el primero va desde la transferencia de la misión evangelizadora de los padres Capuchinos a los misioneros de la Consolata, hasta la fundación del Colegio en el año 1957. El segundo período, desde el inicio de las labores, hasta el nombramiento de monseñor Ángel Cuniberti, considerado uno de los más grandes gestores de la educación en el Caquetá. El tercer período, entre el inicio del ciclo de formación secundaria, hasta el año 1999; el cuarto período, a partir del año 2000, época que señala el comienzo del milenio y con él, una serie de transformaciones en los aspectos administrativos, curriculares, de dotación, mejoramiento de la planta física y de innovaciones pedagógicas.

### Fundación (1952 - 1957)
En el año 1952, la iglesia confió al Instituto de los Misioneros de la Consolata la dirección espiritual del Caquetá, en reemplazo de la comunidad de los Capuchinos. El 11 de febrero de 1952 fue nombrado como obispo titular Monseñor Antonio María Torasso. Los 2 sacerdotes Juan Viessi y Juan Bautista Migani fueron los encargados de hacer el empalme y preparar el traspaso entre las dos comunidades religiosas.
En el año 1957 ante la solicitud de varias familias cuyos hijos habían quedado sin cupo, Monseñor Antonio María Torasso y el padre José Ravera, decidieron fundar un colegio parroquial al que bautizaron con el nombre del padre Juan Bautista Migani, misionero de la Consolata fallecido en el año 1952. El padre José Ravera fue el encargado de organizar la iniciación de labores, lo cual se logró hacia la segunda semana del mes de marzo del año 1957, con los grados primero y segundo de primaria. El Migani nació entonces como colegio parroquial privado, con cinco estudiantes. Las clases iniciaron en el recinto donde actualmente funcionan las oficinas de la Coordinación de Educación.

### Crecimiento de la institución (1958 - 1969)
En este segundo período se dieron hechos que valen la pena resaltar como: La vinculación del profesor Octavio Vargas Cuellar, (Q.D.E.P.) prácticamente desde los inicios del Colegio hasta el año 2004.
1959:la apertura del internado, la construcción de dos aulas en la actual sede y la continuidad de los grados de 1° a 3° de primaria.
1961:nombramiento del Padre Gustavo Ortega como rector. Monseñor Ángel Cuniberti quiso entonces que el colegio tuviera una orientación religiosa, por esta razón, se ofrece el ciclo de primaria completo bajo el nombre de Colegio Parroquial Vocacional Juan Bautista Migani.
1962:se inició el ciclo de formación secundaria. Se recibió la primera visita del Ministerio de Educación para efectos de aprobación del Colegio y en la primera clausura del año, se estrena el Himno del Colegio, cuya letra la escribió el padre Rector y la música la compuso el profesor de la asignatura: Octavio Vargas Cuellar (Q.D.E.P.)
1964:se continuó la construcción de la actual sede y se recibió nuevamente la visita del Ministerio para aprobación de estudios hasta grado 3° de bachillerato.
1965:se da apertura al cuarto grado de bachillerato como resultado de una tercera visita de aprobación de estudios por parte del Ministerio, tras lo cual debió suprimirse del nombre del Colegio lo relacionado con Parroquial Vocacional, en razón a la creación del Seminario Menor San José en este mismo año.
1966y 1967:apertura de los grados 5° y 6° de bachillerato, respectivamente. Se graduó en este año la primera promoción de bachilleres (promoción mixta). El colegio optó por la modalidad comercial, la cual se suprimió más adelante debido al inicio de la misma modalidad por parte del SENA.
1969: aprobación de la institución por parte del Ministerio desde su primer grado hasta el grado 6° o último año de formación media. Se graduó la tercera promoción. Al colegio Migani correspondió el honor de graduar en esta promoción a uno de los mejores bachilleres del país, el señor Leonidas Rico Martínez, galardonado por la empresa Coltejer.

### Inicio del ciclo de formación secundaria (1970 - 1999)
En este tercer período de la historia es importante mencionar la aparición de la primera edición del periódico estudiantil “El Diálogo” (1971), bajo la dirección del estudiante de último año de bachillerato, Martín Trujillo Tovar, así como la continuación de las obras de construcción del colegio y la ubicación de los cargos directivos y administrativos necesarios.
Con la reestructuración de la Coordinación de Educación se adelantó el proceso similar al interior de los colegios de Educación Contratada. Se definieron los uniformes de diario y de educación física, (1978) este último aún se conserva. El colegio se adscribió al C.A.S.D (1980), y el grado de la primera promoción (1981). Se continuó la edición del periódico “El Diálogo”. Se graduó la última promoción mixta (1985). Se adquirió el autobús escolar a través de la gestión de la Asociación de Padres de Familia (1989).
A partir del año 1990 el colegio se consolidó en el campo académico y deportivo, figurando en eventos a nivel nacional y departamental, se creó la dependencia de orientación y Asesoría Escolar (1992), la empresa ECOPETROL becó por primera vez a los mejores bachilleres del país egresados del Colegio Migani (1992 Jhon Manuel Delgado Nivia), se consolidó el desarrollo de eventos deportivos que involucran la comunidad Miganista bajo el nombre de “Olimpiadas Miganista”. Se dotó el primer gimnasio (1994) gracias a la gestión de los docentes del área de Edufísica y Estética (Gustavo García y Argemiro Andrade).
A partir de 1995 se dio inicio a la reestructuración y el rediseño curricular ordenado por la ley 115 (Ley general de Educación). El año 1997 la Institución celebró sus 40 años con la participación de personalidades del departamento, haciendo un especial reconocimiento a los egresados, quienes a la fecha se encontraban ocupando importantes cargos de dirección en los distintos puntos del departamento en sus más variados campos.
En el año 1998 fue nombrado como Secretario de Educación Departamental el rector de la institución Gustavo Ortiz Hincapié y en su lugar se encargó a quien se venía desempeñando como Coordinador Académico, Juan Wendy Calderón Murcia. En este breve período, el colegio logró consolidar los aspectos curriculares de mayor incidencia en el PEI, obtuvo el equipamiento para la sala de informática dotando incluso las dependencias, logró igualmente la reconstrucción de áreas locativas, el reemplazo total de la antigua red eléctrica, la reorganización y puesta en marcha de la instancia del gobierno escolar.

### El nuevo milenio (2000-presente)
El nuevo milenio se caracterizó por el inicio de una serie de transformaciones tanto de forma como de fondo en la vida institucional. Las políticas del Ministerio de Educación Nacional en cuanto a reorganización del sector afectaron de manera significativa la planta de docentes y administrativos.
Los primeros años del milenio representan la continuación de las propuestas en marcha sobre rediseño curricular, equipamiento y proyección social. Para inicios del segundo semestre académico del 2002, el colegio se propuso asumir la orientación de otras especialidades coherentes con sus posibilidades y recursos, con el fin de ponerse a nivel de las nuevas tecnologías y las actuales tendencias de la educación. Este importante reto lo asumió por primera vez una mujer: Reina Luz Barreto de Trujillo, quien durante más de 22 años se desempeñó como directora de la sección primaria.
En agosto del 2003 se dio inicio al nivel de preescolar con un grado de transición a cargo de la profesora Meryseld Perdomo Ortiz. A partir del 2004 se dio apertura a dos grupos en este nivel, uno en cada jornada, donde figuran los nombres de las profesoras Marina Vela Escandón y Dila María Cuellar Ibáñez.
A partir del 1 de febrero de 2004 llegó comisionado como rector el Esp. Luís Enrique Perdomo Anturi, se oficializó la asignación de las plantas de personal para el año lectivo, se hizo una revisión detallada de la planta física y se proyectó la oferta de cupos de acuerdo con la capacidad instalada en cada jornadas; como resultado de las evaluaciones de años anteriores y la madurez de las actividades de comunicación institucional, se dio apertura a la modalidad Técnica con especialidad en Comunicaciones y Medios y se proyectó la fusión definitiva de la Institución con el Seminario Menor San José.
Lo anterior se llegó a la conclusión que la Institución Educativa Juan Bautista Migani, en la actual planta física se hace inviable hacia el futuro; por tal razón se inició el proceso de sensibilización y ambientación entre la comunidad educativa de la propuesta para la adquisición de un terreno que permitiera proyectar la construcción de un nuevo Migani; se institucionalizó el proyecto:“Procincuentenario del Nuevo Migani” organizado por un comité coordinador integrado por dos representantes del Consejo Directivo (rector y delegado de los docentes), dos representantes de la Asociación de Padres de Familia (Presidente y vicepresidente), dos representantes de los estudiantes (Personero y presidente del consejo estudiantil) y un representante de los exalumnos elegido por ellos mismo.
Este proyecto presentó dificultades originadas en la normatividad del gobierno nacional para las Asociaciones de Padres de Familia, lo que impidió la participación directa de las directivas y docentes de la institución. Como resultado de esta limitación, la Asociación se Padres de Familia asumió la responsabilidad de la gestión para la adquisición del terreno, proyecto que fracasó por incapacidad para el manejo del proyecto, evento que aún permanece sin socializar ante la comunidad educativa.
En el 2006, ante la necesidad de cumplir con las relaciones técnicas exigidas por el Ministerio de Educación Nacional sobre asignación de cupos por capacidad instalada, se dio apertura a la población femenina en los diferentes grados, iniciando por el nivel de preescolar y la educación básica primaria en la jornada de la tarde. La nueva naturaleza mixta de la Institución, obligó a la adecuación de espacios, pero aun así, fue necesario liberar dos docentes.
La nueva oferta educativa para el 2007, exigió la revisión y ajuste al plan de estudios, para incorporar los respectivos estándares de área, las competencias ciudadanas y las laborales, la redistribución de la intensidad horaria en educación Media con la consecuente reubicación de docentes en las diferentes áreas y grupos en el marco de los procesos de articulación con el SENA y/o convenios con las Universidades.
En el 2007 inició la organización de la banda músico marcial con 25 estudiantes y sus respectivos instrumentos; se proyectó su transformación a 5 años, como Banda Show con 100 a 120 integrantes.
Se reubicó el laboratorio de química, se ampliaron las gradas de acceso al segundo piso de acuerdo a recomendaciones por seguridad, sí como la reubicación de las unidades sanitarias para docentes, así como el sistema de control y medidores de la energía.
Con recursos propios del comité Pro banda, se adquirieron los uniformes para sus 50 integrantes, con la respectiva reserva de recursos para adecuar el espacios de almacenamiento de trajes e instrumentos, así como la adecuación el espacio para el área de matemáticas.
Se dio inicio al convenio con la Secretaría de Educación Municipal para la capacitación de docentes durante tres años, para incorporación de las TIC en el aula de clase, iniciando con docente de grado 901, por lo cual se le denominó P901.
En junio de 2009, acatando un fallo de tutela, la Secretaría de Educación Municipal nombró en periodo de prueba como rector al profesor Francis Rodrigo Otero Gil, quien, con una dinámica diferente de gestión administrativa, inició la remodelación del área administrativa avalada por el consejo directivo. Apoyó la realización del encuentro de periodismo escolar e impulsó estrategias de preparación para las pruebas ICFES. Presentó proyectos al Ministerio de Cultura para la consecución de recursos para cofinanciar el encuentro depart6amental de periodismo escolar y la banda músico marcial siendo aprobados para el año 2010.
Por fallo de segunda instancia ante la apelación presentada por la administración municipal, se derogó el nombramiento anterior y se asignó como rector encargado al profesor Perdomo Perafán, quien continuó con los procesos hasta finales del mes de marzo cuando renunció y fue reemplazado por rector encargado, Luís Guillermo Romaña Valencia, quien continuó con los diferentes procesos institucionales.

## Proyectos institucionales

### Encuentro departamental de periodismo escolar (EDPE)
EL Encuentro Departamental de Periodismo Escolar (EDPE) que realiza anualmente la Institución Educativa JUAN BAUTISTA MIGANIen alianza con la Biblioteca del Banco de la República, ha logrado el reconocimiento de la comunidad académica regional y nacional, desde donde se consolida como una alternativa para la formación de ciudadanos constructores de un nuevo tejido social. La incorporación de las nuevas tecnologías ha permitido avanzar en la formación de Pedagogos y gestores del periodismo virtual en la Escuela.
En el presente año 2013 el equipo de Educadores Miganistas apoyados por la dirección de la Biblioteca del Banco de la República, avanza en la realización del 16° Encuentro de Periodistas Escolares y 5° de Gestores Pedagogos del Periodismo Virtual, en un espacio común para el aprendizaje, donde ha sido posible dar respuesta a la problemática que plantea la formación de niños y jóvenes en una sociedad que demanda estrategias de formación decididamente orientadas al logro de la paz, la democracia y la convivencia pacífica.
En el recorrido histórico de 56 años de vida institucional, el EDPE con su encuentro de gestores del periodismo escolar virtual, resalta los avances del Periódico Escolar “El Diálogo”, el cual se constituye como un “…testigo de los tiempos y representa la antorcha que anuncia la verdad, refresca la memoria y se convierte en estrategia de enseñanza significativa a través de la cual el MIGANISTA se construye como un ser social e interactúa con el mundo de la vida”. (Libro de Oro, Migani 50 años p. 67)

### Periódico institucional "El Diálogo"
https://www.flipsnack.com/8FE9AE5569B/el-dialogo.html

## Rectores a través de la historia del colegio
- Sair Falla: (1957).
- P. Gustavo Ortega: (1961 - 1963)
- Jaime Silva Gasca: (1963 - 1969)
- P. Ariel Hoyos: (1970 – l971)
- Aldemar Tello: (1972 - 1973)
- Juan Wendy Calderon M.: (1974 - 1978)
- Edilberto Celis M.: (1979)
- Gustavo Ortiz Hincapie: (1980 – 1997)
- Juan Wendy Calderon M.: (1998 - junio de 2002)
- Reina Luz Barreto De Trujillo: (julio de 2002 - enero de 2004)
- Luis Enrique Perdomo Anturi: (febrero de 2004 – junio de 2009)
- Francis Rodrigo Otero Gil: (julio – noviembre de 2009)
- Alexander Perdomo Perafan: (diciembre de 2009 – marzo de 2010)
- Luis Guillermo Romaña Valencia: (abril de 2010 – noviembre de 2015)
- Pedro Torres Calderón: (noviembre de 2015 – a la actualidad)